# Electric Happiness
Electric Happiness è un album di Sam Paglia pubblicato dalla Dejavù Records nel 2009.

## Tracce
1. Vespa Soul
2. Unkamunka Walk
3. Bobsamnova
4. Una Donna Scimmia
5. Greasy
6. Hotel Ukraina
7. Wandrè
8. Electric Happiness
9. Mundial '70
10. Sammy's Dream
11. Fried Noodles
12. La Nebbia Gratis
13. Uncle David
14. Let The Music Be The One